# Žižická lípa
Žižická lípa byl památný strom poblíž obce Žižice, která se nalézá 5 km východně od Slaného v okrese Kladno. Lípa malolistá (Tilia cordata) rostla asi kilometr jihovýchodně od Žižic, při křižovatce silnic do Zvoleněvsi a Drnova. Terén v okolí místa tvoří otevřená polní krajina s velmi pozvolným sklonem k východu.; sám strom rostl na nevysoké mezi, lemující západní stranu křižovatky, v nadmořská výšce 264 metrů. Lokalita nese pomístní název „U lípy“.
Lípa požívala ochrany od roku 1978. Měřený obvod jejího kmene dosahoval 286 centimetrů, výška udávána na 19 metrů.
Konec stromu přinesla mimořádně mohutná vichřice Emma, která se přes střední Evropu přehnala z 1. na 2. března 2008 a Žižickou lípu vyvrátila, přičemž došlo k přerušení odhadem 3/4 kořenového systému. V naději, že památný strom alespoň zčásti přežije a obrazí, byl podniknut pokus o jeho ošetření a usazení do původní polohy, avšak marně – lípa se z utrpěného rozsáhlého poškození již nevzpamatovala. Ochrana byla následně koncem téhož roku zrušena. Pařez lípy se podnes nachází dochován na původním místě; torzo kmene bylo převezeno do Žižic, kde zůstává ke spatření v parčíku na návsi (stav 2012).
Dne 22. září 2018 byla vysazena nová lípa a umístěn kříž s pamětní deskou. Tento pamětní kříž zde byl umístěn na místě padlé lípy u příležitosti výročí 700 let uplynulých první písemné zmínky o obci Žižice 1318–2018.

## Fotogalerie

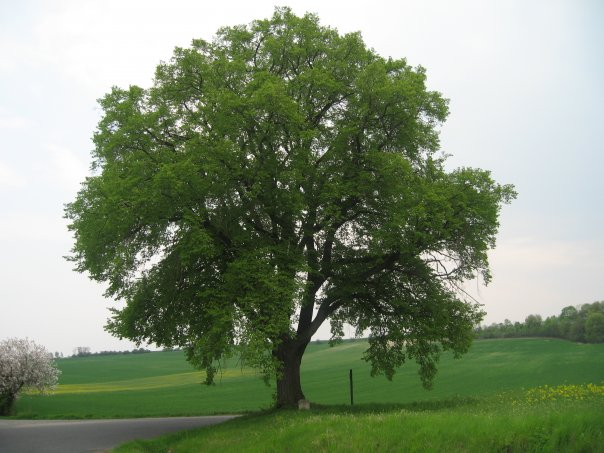
Lípa rozcestí Žižice, Drnov a Zvoleněves
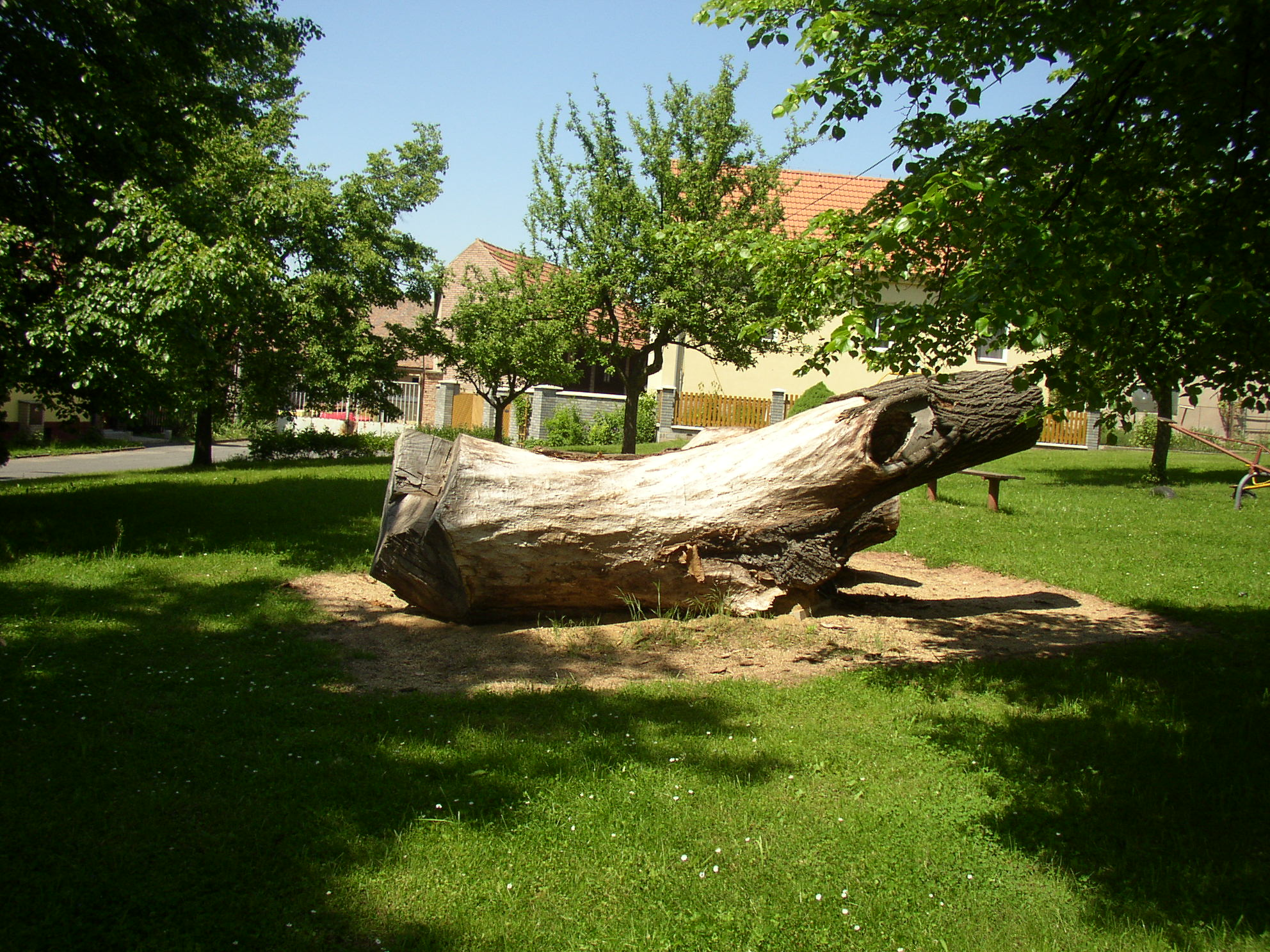
Torzo kmene vystavené na žižické návsi

## Památné a významné stromy vokolí
- Dub na Zadních Lužích (Slaný; 3,6 km zjz.)
- Dub u Blevického rybníka (6,3 km jv.)
- Dub u Čížků (Pchery; 6,4 km jz.)
- Dub v Podlešíně (2,2 km j.)
- Dub v Želenicích (3,3 km j.)
- Dubová alej u Blevic (6,3 km jv.)
- Duby u Otrub (6,1 km z.)
- Jasan v Třebusicích (5,5 km j.)
- Jasan ve Tmáni (5,4 km ssz.)
- Lípa u Horova mlýna (Velvary; 5,5 km sv.)
- Lípa u Rosů (Slaný; 5,0 km z.)
- Lípa u Vítova (2,3 km sz.)
- Lípa malolistá v Želenicích (3,1 km j.)
- Lípa velkolistá v Želenicích (3,1 km j.)
- † Malovarský topol (6,3 km sv.)
- Podlešínská lípa (2,4 km j.)